# Ritratto di Filippo IV cacciatore
Ritratto di Filippo IV cacciatore è un dipinto a olio su tela (191x126 cm) realizzato tra il 1634 ed il 1635  dal pittore Diego Velázquez.
È conservato nel Museo del Prado.